# Рајко Ђурић
Рајко Ђурић (ромс. Raiko Juric; Мало Орашје, 3. октобар 1947 — Београд, 2. новембар 2020) био је српски писац, политичар и председник Уније Рома Србије.
Студирао је филозофију на Филозофском факултету у Београду (1967—1972). 1986. докторирао је социологију на теми Култура Рома у СФРЈ. 1991. године се преселио у Берлин где је живео током деведесетих година 20. века.
Написао је више од 500 чланака и до одласка из Југославије, био је главни уредник културне рубрике дневног листа Политика. Био је председник Међународне ромске уније и генерални секретар Ромског центра Међународног ПЕН центра.

## Важнији радови
- Ђурић, Рајко; Милетић, Антун (2008). Историја холокауста Рома. Београд: Политика.
- Драма Убити Зорана Ђинђића по којој је настала истоимена представа у режији Златка Паковића.